# Dolfin in Mali Dolfin
Dolfin in Mali Dolfin sta dva nenaseljena otoka v Jadranskem morju, ki pripadata Hrvaški in sta del kvarnerskih otokov. Nahajata se ob severozahodni obali otoka Pag in jugovzhodno od konice istrskega polotoka.
Upravno pripadajo mestu Novalja v Primorsko-goranski županiji.